# Ахтирски
Ахтирски (на руски: Ахтырский) е селище от градски тип в Русия, разположено в Абински район, Краснодарски край. Населението му през 2010 година е 20 100 души.

## Население
Населението на града през 2010 година е 20 100 души. През 2002 година населението на града е 19 219 души, от тях:
- 17 399 (90,5 %) – руснаци
- 489 (2,5 %) – украинци
- 417 (2,2 %) – арменци
- 160 (0,8 %) – турци
- 155 (0,8 %) – гърци
- 115 (0,6 %) – германци
- 75 (0,4 %) – татари
- 62 (0,3 %) – беларуси
- 49 (0,3 %) – азербайджанци
- 30 (0,2 %) – цигани
- 6 – адигейци